# Radar (canción)
«Radar» es una canción del género electropop interpretada por la cantante estadounidense Britney Spears e incluida originalmente en su quinto álbum de estudio, Blackout (2007). El dúo sueco de compositores Bloodshy & Avant la compuso con Henrik Jonback y el equipo The Clutch, con el que también la produjo. En un comienzo, la discográfica Jive Records quería que fuera el tercer sencillo del álbum de estudio, pero lanzó a «Break the Ice» como tal. Aunque luego publicó un promocional en algunos países, no continuó con su promoción dado que Spears estaba a punto de publicar su sexto álbum, Circus (2008), donde la incluyó como pista adicional. Finalmente, entre junio y julio de 2009, se lanzó como cuarto y último sencillo de este último, tras «Womanizer», «Circus» e «If U Seek Amy».
«Radar» cuenta con pulsos sonoros —similares a los de «Tainted Love» de Soft Cell (1981)—, sintetizadores, voces afinadas y una letra que trata sobre la obsesión por un hombre. Los críticos la catalogaron como una de las mejores canciones de Blackout, pero cuestionaron su publicación tardía como sencillo de Circus.
Para promocionarla, la cantante la presentó en la gira The Circus Starring: Britney Spears (2009) y rodó un video musical bajo la dirección de Dave Meyers, con quien anteriormente trabajó en los clips de «Lucky» (2000) y «Boys» (2002). El video se inspiró en «Take a Bow» de Madonna (1994), publicitó la marca de ropa Candie's y muestra a la intérprete como una señorita de la clase alta que se involucra en un triángulo amoroso con dos polistas de equipos rivales durante la final de un torneo. El trabajo se filtró en Internet el 1 de julio de 2009 y recibió comentarios negativos de los críticos, quienes lo catalogaron de poco original y lo compararon a comerciales de perfumes de la cantante.
Pese a las críticas, «Radar» fue su décimo noveno éxito entre los diez primeros lugares en Suecia, pero por otro lado solo se ubicó entre los cuarenta primeros en Irlanda y Nueva Zelanda, y entre los cincuenta en Australia y el Reino Unido, donde fue uno de los sencillos menos exitosos de la cantante. En Estados Unidos alcanzó el puesto 88 de la lista Billboard Hot 100, vendió 574 000 descargas y fue su vigésima primera canción en ingresar al conteo radial Pop Songs de Billboard, donde Spears fue la artista con más sencillos durante la primera década del 2000.

## Antecedentes
La canción fue compuesta por el dúo sueco Bloodshy & Avant —Christian Karlsson y Pontus Winnberg—, su colega Henrik Jonback y cuatro miembros del equipo estadounidense The Clutch: Balewa Muhammad, Candice Nelson, Ezekiel Lewis y Patrick «J. Que» Smith. El dúo grabó la instrumentación principal en los Bloodshy & Avant Studios en Estocolmo, mientras que Spears grabó las voces con Lewis y Smith en los Sony Music Studios en Nueva York, en noviembre de 2006, y Niklas Flyckt mezcló ambas partes en los Mandarine Studios, también en Estocolmo. La canción además fue producida por Bloodshy & Avant y coproducida por The Clutch. Al respecto, Lewis declaró que siempre había querido trabajar con la cantante y estaba muy entusiasmado con la idea de producir algo que le ayudara a volver a la industria. Smith sostuvo que el equipo intentó crear una canción «para la Britney Spears que conocían y amaban», sin referirse a ninguno de los problemas personales por los cuales estaba pasando. Ambos comentaron que pese a que la cantante llegó tarde a las sesiones de grabación, los dejó sorprendidos con su profesionalismo y eficacia, y Lewis especificó: «Fue absolutamente loco. Ella tomó muy bien las instrucciones. [...] No sabía qué esperar, porque grabamos al día siguiente de su divorcio de Kevin Federline».
Según declaraciones de Lewis, «Radar» sería el tercer sencillo de Blackout, pero Jive Records publicó a «Break the Ice» como tal luego de que los seguidores la escogieran en una votación en el sitio Britney.com. En julio de 2008 la discográfica publicó un promocional de «Radar» en Suecia y Nueva Zelanda, pero no continuó con su lanzamiento como cuarto sencillo de Blackout, dado que Spears comenzó a grabar su sexto álbum de estudio, Circus, donde la incluyó como pista adicional. Finalmente, el 7 de mayo de 2009 la anunció como cuarto y último sencillo de Circus, cuando la gira The Circus Starring: Britney Spears estaba a punto de llegar a Europa, mientras que el 20 del mismo mes publicó su portada, donde el rostro de la cantante está en color magenta en el centro del escáner de un radar, el 23 del mes siguiente la envió a las radios y el 28 de julio de 2009 publicó sus remezclas oficiales, las que fueron creadas por Bloodshy & Avant, Manhattan Clique y Tonal. A fines del mismo año la incluyó en el segundo álbum de grandes éxitos de Spears, The Singles Collection, mientras que en 2011 incorporó la versión «Tonal Club Remix» en su segundo álbum de remezclas, B in the Mix: The Remixes Vol. 2.

## Composición

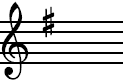
«Radar» está compuesta en la tonalidad mi menor.

«Radar» es una canción electropop con elementos del synthpop, construida sobre un groove dance de medio tiempo con influencias del rave y el rhythm and blues. La canción incorpora pulsos sonoros, sintetizadores distorsionados, la voz de Spears ajustada con Auto-Tune y una conclusión donde repite el vocoder inglés «da-da-das». Además presenta un tempo de 130 pulsaciones por minuto, está compuesta en la tonalidad mi menor y un registro vocal que se extiende desde la nota re mayor4 hasta la nota mi6.
Kimberly Chou de The Daily Michigan comparó sus pulsos sonoros con los de «Tainted Love» de Soft Cell (1981), mientras que Cameron Adams de Herald Sun sostuvo que suena como una toma inferior de «SOS» de Rihanna (2006), la que utiliza elementos de «Tainted Love». Por otro lado, Roger Friedman de Fox News señaló que «Break the Ice» y «Radar» están más alineadas con las discotecas electrónicas que el resto de Blackout y que suenan como si Las Vegas se convirtiera en una eurodisco.
En la letra, Spears enumera las cualidades de un hombre y se pregunta si él sabe sobre su atracción. Chou sostuvo que la interpretación es tan agresiva que casi suena amenazante. La artista canta líneas como: «Confidence is a must, cockiness is a plus, edginess is a rush. Edges I like 'em rough. A man with a Midas touch. Intoxicate me, I'm a lush» —«La confianza es una necesidad, el engreimiento es una ventaja, el nerviosismo es una acometida. Los bordes me gustan ásperos. Un hombre con el tacto de Midas. Intoxícame, soy una exuberante»—. Durante el puente, deja clara su obsesión con la línea: «I got my eye on you and I can't let you get away» —«Puse mis ojos en ti y no puedo dejarte escapar»—.

## Recepción crítica
«Radar» obtuvo una buena recepción crítica como tema de Blackout. Un editor de Blender lo evaluó con cuatro estrellas y media de cinco, lo llamó «el segundo éxito potencial del álbum» y sostuvo: «Es una mermelada bailable de electro con un gancho por el que la mayoría de las estrellas pop mataría por tener». Por otro lado, Eric R. Danton del periódico The Hartford Courant lo llamó un «chisporroteo listo para las discotecas» y lo catalogó como una de las «pistas asesinas» de Blackout, junto con «Break the Ice» y «Hot as Ice». Asimismo, Stephen Thomas Erlewine de Allmusic señaló que algunos temas de Blackout «realmente muestran las habilidades de sus productores», lo que ejemplificó con «Gimme More», «Radar», «Break the Ice», «Heaven on Earth» y «Hot as Ice». El editor también lo llamó «implacable» y lo seleccionó como uno de los temas destacados del álbum. De modo similar, Jedd Rosche de The Maneater lo catalogó como uno de los temas sobresalientes de Blackout junto con «Ooh Ooh Baby», mientras que Chuck Arnold de People citó el fuerte uso de sintetizadores y escribió: «Como muchas de las jóvenes estrellas dance pop de hoy, Britney suena como si estuviera mirando hacia atrás a los 80».
Por otro lado, Nekesa Mumbi Moody de USA Today lo llamó «un techno groove sexy que no puedes rechazar» y Theon Weber de The Village Voice sostuvo que los compositores le presentan a Spears las producciones más vivaces que ha tenido y llenan a «Radar» con ruidos de sonido cortos y metálicos, y lo pulen con los brillantes trastos viejos bailables de Madonna. Asimismo, Nick Levine de Digital Spy señaló: «Es un delirio con tintes electro en el que Spears usa vocoder hasta el punto de parecer extraterrestre». De forma más crítica, Alexis Petridis de The Guardian sostuvo: «El tema parece hacer lo imposible por molestar al oyente. Tal vez sea una última táctica desesperada [de Spears] para recuperar algo de privacidad: ella está tratando de hacer que la gente la deje en paz al hacer un ruido lo más irritante posible». Por otro lado, un editor de Ottawa Citizen sostuvo que algunos temas de Blackout simplemente no funcionan, lo que ejemplificó con «Radar», donde señaló que la voz de Spears se sintoniza tan alto que suena como si tuviera 14 años.
Laura Herbert de BBC News sostuvo que muchas canciones de Blackout, tales como «Radar» y «Toy Soldier», son repetitivas y sobreproducidas, mientras que Jim Abbott de Orlando Sentinel señaló que temas como «Piece of Me», «Radar» y «Break the Ice» son ejercicios robóticos unidimensionales. A su vez, Chris Wasser de Irish Independent sostuvo que el álbum tiene un potencial único y especificó: «No hay ninguna duda de que pronto vamos a escuchar en la radio la rebotante y digitalmente afectada voz de "Radar" y el animado "Hot as Ice", pero aun así ambas pistas parecen un poco promedio». Tras el lanzamiento de «Radar» como sencillo de Circus, Levine de Digital Spy señaló: «Todavía suena bastante [como un] as, [como] uno de los mejores ejemplos del sonido robopop esencialmente inventado de Blackout, pero la frescura de lanzarlo como sencillo hace tiempo que ha desaparecido». El editor también sostuvo que canciones como «Unusual You» o «Kill the Lights» debieron haber sido lanzadas en su lugar.

## Video musical

### Rodaje
En junio de 2008 el mánager de Spears, Larry Rudolph, declaró que el video musical de «Radar» sería dirigido por la cantante y rodado en Chelsea, y que la mostraría con sus amigas mientras intentan encontrar a un hombre que conoció en una discoteca. No obstante, Jive Records canceló dichos planes cuando anuló su lanzamiento como cuarto sencillo de Blackout. Una vez que lo anunció como sencillo de Circus, la cantante rodó el video entre los días 27 y 28 de mayo de 2009 en el Bacara Resort & Spa, ubicado en Santa Bárbara, California, bajo la dirección del estadounidense Dave Meyers, con quien anteriormente trabajó en «Lucky» (2000), «Boys» (2002), «Outrageous» (2004) —incompleto— y en su comercial del perfume Curious. Los personajes masculinos fueron interpretados por el actor Ethan Erickson, como novio de la cantante, y por el jugador argentino del Karina Polo Team Mariano Gutiérrez. Por otro lado, la marca Candie's proporcionó todo el vestuario que usó la cantante dado que entonces era rostro de su campaña publicitaria. Al respecto, sostuvo: «Estoy muy emocionada de vestir Candie's en mi video de "Radar". Me encantan especialmente sus pantalones y sus lindos vestidos, los que fueron perfectos para el tema de mi clip».

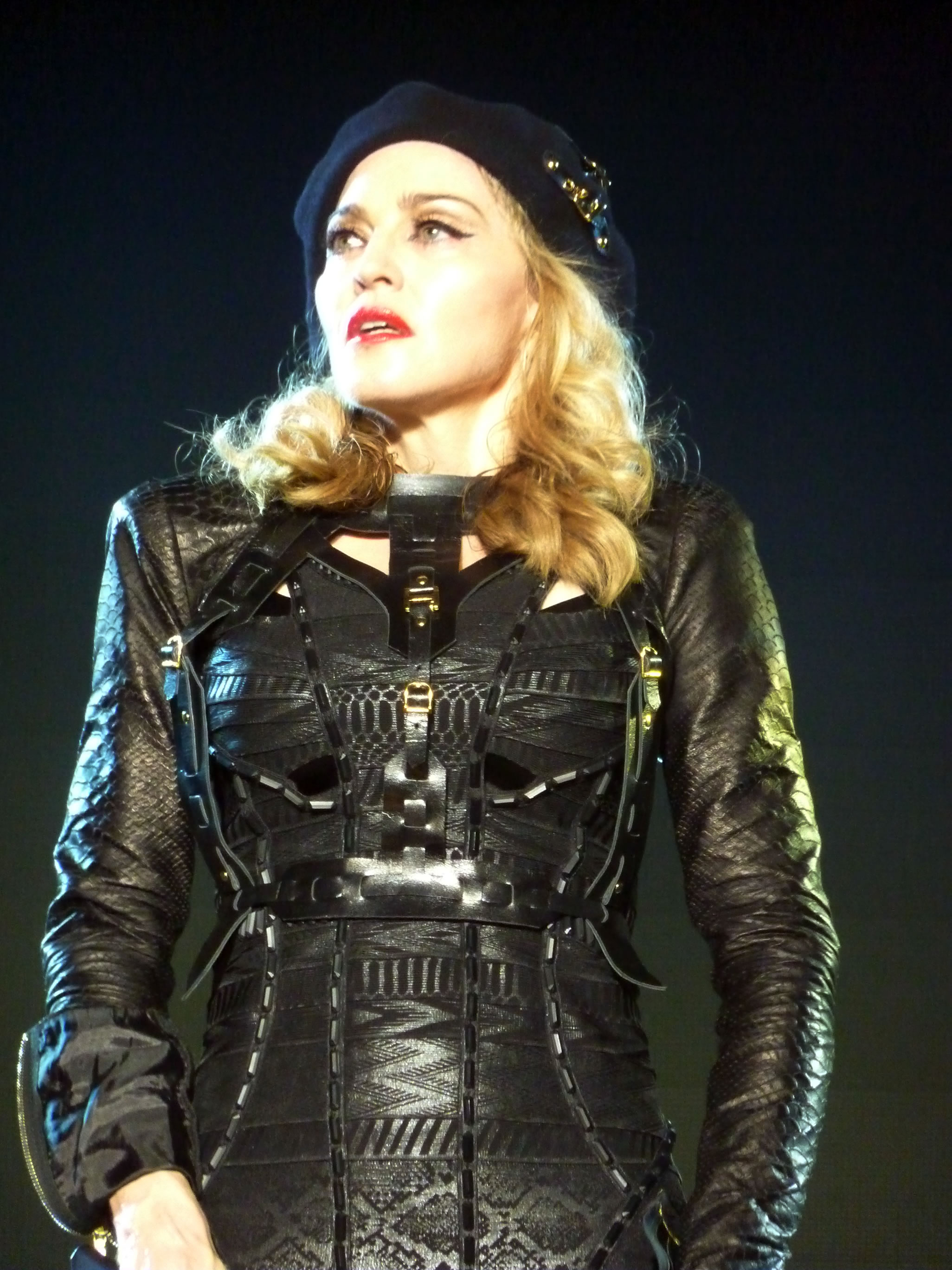
Madonna y su video musical de «Take a Bow» (1994) sirvieron como inspiración para «Radar».

Meyers sostuvo que el video se inspiró en «Take a Bow» de Madonna (1994), dado que en ambos trabajos las cantantes pertenecen a la clase alta y se ven envueltas en romances: Madonna con un torero y Spears con un polista. Al respecto, señaló: «Estuvimos viendo el modo de introducirla [a Spears] en un ambiente contemporáneo y elegante. Me sentí facultado para referenciar el video de Madonna. Britney no había hecho nada por el estilo». Además se refirió a la línea de historia: «Hay una narración que se desarrolla, un triángulo amoroso que ocurre durante un fin de semana en una mansión de polo. Un romance de telenovela» y especificó:

«Ella [Spears] se pone en los zapatos de Madonna. Pero todo está hecho de un modo Britney. Ella no es Madonna y Madonna no es Britney. Parece que Madonna consideró las mismas opciones, las que estaban bien para ella en aquel momento, para darse elegancia cuando acababa de hacer un video de contenido sexual. Madonna también estaba montando una imagen. Estaba direccionando una imagen y creo que Britney también lo ha hecho.»
Dave Meyers explicó sobre la inspiración en el video de «Take a Bow» de Madonna.

Respecto a su experiencia de volver a trabajar con la cantante, declaró que fue «un gran festejo el volver a confiar el uno en el otro» y explicó que ambos querían hacer algo fresco y nuevo. Meyers también decidió experimentar y no incorporar escenas de baile, respecto a lo que señaló: «Para ella los videos son una oportunidad de vocalizar un sentido de sí misma. Los medios tienden a atacarla, así que pensé: "Vamos a mostrar el lado elegante de Britney y a enfocarnos en una experiencia elegante, muy de estilo europeo". Ella está en el punto de su carrera donde creo que sería un buen paso». Una vez que terminó el video, Meyers se manifestó conforme de no haber incluido escenas de baile, pues los cortes y las disoluciones siguen el ritmo de la canción.

### Sinopsis

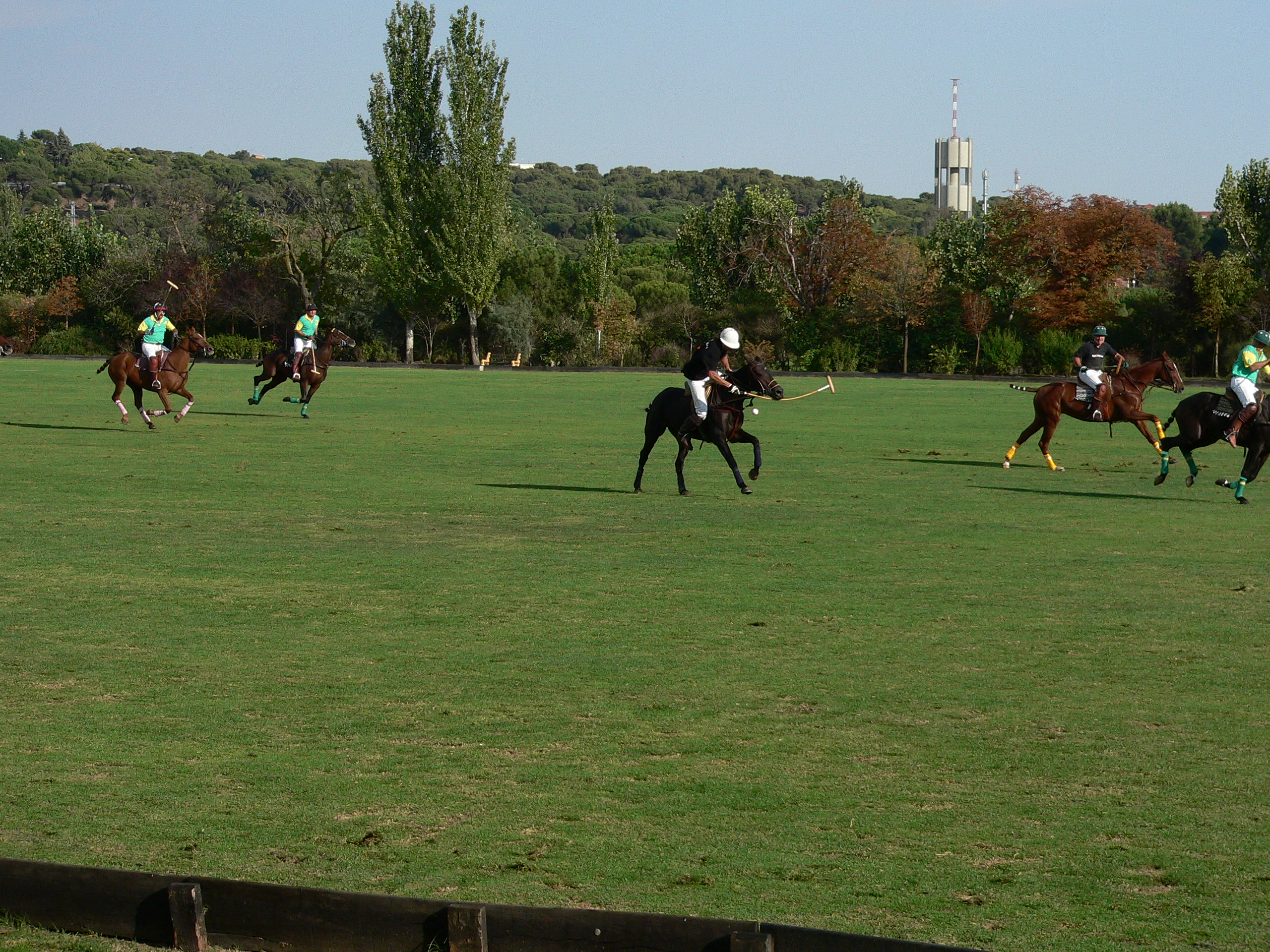
El video de «Radar» transcurre en torno a una final de polo donde Spears se enamora del rival de su novio.

El video comienza cuando Spears llega en un coche a una mansión de polo, vestida con lentes de sol, vaqueros, botas de cuero y un chaleco sin mangas que deja su vientre al descubierto. En seguida su novio, cuyo equipo disputará la final de un torneo de polo, la recibe y le da un paseo por el establo, donde la cantante se ve por primera vez con un jugador del equipo contrario y a quien luego observa con binoculares desde un balcón mientras él entrena en la cancha. Las escenas siguientes muestran cuando su novio le obsequia un collar y cuando ella espía al otro hombre en los camarines. En la final la cantante viste un traje blanco, un sombrero, un abanico y el collar que le obsequiaron, y mira atentamente al jugador del equipo contrario, con quien cruza miradas en el descanso y a quien le interpreta la línea «I got my eye on you and I can't let you get away» —«Tengo mis ojos puestos en ti y no puedo dejarte escapar»—.
Finalmente, el equipo liderado por su novio gana el partido y, mientras todos festejan en la cancha, ella se reúne a solas con el otro hombre en la mansión, donde arroja el collar al suelo. Las escenas siguientes muestran cuando el protagonista percibe su ausencia mientras levanta la copa del torneo y entra a buscarla en la mansión, donde encuentra el collar tirado en el suelo, lo recoge y grita al darse cuenta del engaño. El video finaliza con escenas de la cantante y el otro hombre mientras caminan de la mano durante el atardecer.

### Estreno y recepción
Previo al anuncio de una fecha de estreno, el 1 de julio de 2009 el video se filtró en Internet. Como parte de su recepción crítica, OK! señaló que la cantante «se puso elegante» y Peter Gicas de E! comentó que fue una buena desviación de los videos coreografiados anteriores de Circus, tales como «Womanizer» e «If U Seek Amy», y elogió el enfoque más directo en contar una historia, pero consideró que es «muy parecido a esos anuncios de perfumes demasiado dramáticos». Por otro lado, Jarett Wieselman de New York Post lo catalogó al nivel de «From the Bottom of My Broken Heart» (2000) y «3» (2009), y lo llamó: «"Homenaje" perezoso y poco inspirado en el infinitamente artístico "Take a Bow" de Madonna».
Como parte de la campaña publicitaria acordada, el 23 de julio de 2009 Candie's lanzó un comercial de televisión que se basó en el video. La marca lo transmitió durante el verano estadounidense de aquel año y lo complementó con su revista de septiembre de 2009, donde mostró la sesión fotográfica que hizo a la cantante durante el rodaje. Por otro lado, Jive Records lo publicó el 25 de octubre de 2009 en la cuenta Vevo de Spears, donde recibió más de setenta y cuatro millones de reproducciones hasta abril de 2019.

## Presentaciones
La cantante presentó «Radar» únicamente en la gira The Circus Starring: Britney Spears (2009), la que comprendió noventa y siete espectáculos, y recorrió América Anglosajona, Europa y Australia. La canción era el tercer y último número del primer acto del repertorio, The Circus, y sucedía la presentación de «Piece of Me». Entre ambos números había un breve interludio donde cuatro acróbatas descendían al escenario colgados de telas en medio de la simulación de una tormenta eléctrica. Una vez que tocaban el suelo, la cantante ascendía al escenario en una plataforma móvil y comenzaba la presentación de «Radar». Durante el número realizaba bailes en el caño y vestía un sujetador negro con incrustaciones de cristales Swarovski, medias de red y botas de tacón alto con cordones, las que diseñaron los gemelos Dean y Dan Caten. Spears ponía fin a la presentación cuando se ponía junto con sus bailarines al medio del escenario, mientras una cortina roja descendía lentamente hasta ocultarlos.

## Rendimiento comercial

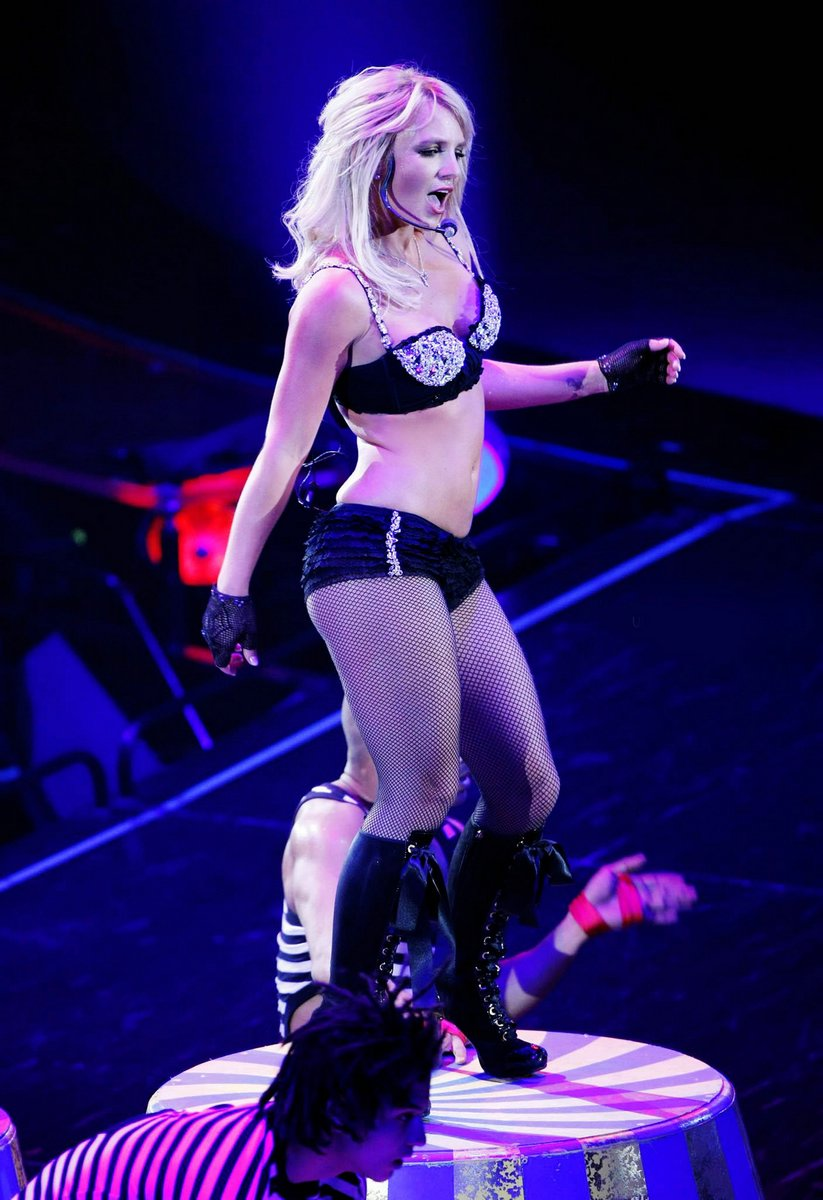
La cantante durante la presentación de «Radar» en un espectáculo de The Circus Starring: Britney Spears.

Tras encontrarse disponible como descarga de Blackout, «Radar» debutó en el número 52 en la lista de ventas Digital Songs de Estados Unidos, según la edición del 17 de noviembre de 2007 de Billboard. Cuando se lanzó como sencillo promocional al año siguiente se posicionó en el puesto número 8 durante dos semanas consecutivas en Suecia, según las ediciones del 31 de julio y 7 de agosto de 2008 de la lista de Sverigetopplistan, donde fue la décima novena canción de Spears entre los diez primeros lugares y en el segundo mejor posicionado de Blackout, después del número 2 «Gimme More». Por otro lado, tanto en Irlanda como en Nueva Zelanda alcanzó la posición 32, y estuvo a punto de ingresar en la lista de la Región Valona de Bélgica.
Luego de ser lanzado como sencillo de Circus, «Radar» ingresó a varias listas anglosajonas. Tanto en Australia como en el Reino Unido alcanzó el puesto 46 en la ediciones del 20 de julio de 2009 de ARIA y del 2 de agosto de 2009 de la lista UK Singles Chart, aunque en ambos países fue el primer sencillo de Spears en no figurar entre los cuarenta primeros lugares y en el Reino Unido terminó por ser uno de sus sencillos menos vendidos. En Canadá se ubicó número 65 en la edición del 5 de septiembre de 2009 de la lista Canadian Hot 100, donde entonces marcó el posicionamiento más modesto de un sencillo de la cantante.
En Estados Unidos debutó en el puesto número 35 en la lista radial Pop Songs, donde fue la vigésima primera canción de la cantante en ingresar, según la edición del 25 de julio de 2009 de Billboard. De este modo, Spears fue la artista con la mayor cantidad de sencillos en la publicación durante la primera década del 2000, tras superar el empate que mantenía con Nelly. En la edición del 29 de agosto de 2009, alcanzó la posición 30 y debutó en el puesto número 90 en la lista Billboard Hot 100, donde fue la quinta canción de Circus en ingresar, después de sus tres primeros sencillos y «Shattered Glass». De este modo, lo convirtió en el álbum de Spears con la mayor cantidad de canciones en esta última publicación.
«Radar» también fue la vigésima segunda canción de la cantante en ingresar a la Billboard Hot 100 desde que debutó en la edición del 21 de noviembre de 1998 con «...Baby One More Time». Para entonces solo dos artistas femeninas tenían más ingresos: Miley Cyrus —incluidos sus ingresos como Hannah Montana—, con veintinueve, y Mary J. Blige, con veintitrés. Finalmente, la canción figuró durante tres semanas en la Billboard Hot 100, donde alcanzó la posición 88 en la edición del 5 de septiembre de 2009, y vendió 574 000 descargas en el país hasta octubre de 2013.

## Formatos
| Sencillo en CD |                        |          |  |
| N.º            | Título                 | Duración |  |
| 1.             | «Radar»                | 3:49     |  |
| 2.             | «Radar» (Instrumental) | 3:48     |  |

| EP  |                                  |          |  |
| N.º | Título                           | Duración |  |
| 1.  | «Radar»                          | 3:48     |  |
| 2.  | «Radar» (Bloodshy & Avant Remix) | 5:43     |  |
| 3.  | «Radar» (Manhattan Clique Remix) | 5:53     |  |
| 4.  | «Radar» (Tonal Club Remix)       | 4:55     |  |
| 5.  | «Radar» (Tonal Radio Remix)      | 4:04     |  |

| Descarga/Sencillo en CD de The Singles Collection (2009) |                                  |          |  |
| N.º                                                      | Título                           | Duración |  |
| 1.                                                       | «Radar»                          | 3:48     |  |
| 2.                                                       | «Radar» (Bloodshy & Avant Remix) | 5:39     |  |

## Posicionamiento en listas

### Listas semanales
| País           | Lista             | Primera semana          | Posición debut | Mejor posición | Semanas en la mejor posición | Semanas en la lista | Última semana            | Ref.   |
| -------------- | ----------------- | ----------------------- | -------------- | -------------- | ---------------------------- | ------------------- | ------------------------ | ------ |
| América        |                   |                         |                |                |                              |                     |                          |        |
| Canadá         | Canadian Hot 100  | 15 de agosto de 2009    | 79             | 65             | 1                            | 6                   | 19 de septiembre de 2009 | [ 57 ] |
| Estados Unidos | Digital Songs     | 17 de noviembre de 2007 | 52             | 52             | 1                            | 1                   | 17 de noviembre de 2007  | [ 51 ] |
| Estados Unidos | Pop Songs         | 25 de julio de 2009     | 35             | 30             | 1                            | 9                   | 19 de septiembre de 2009 | [ 64 ] |
| Estados Unidos | Billboard Hot 100 | 29 de agosto de 2009    | 90             | 88             | 1                            | 3                   | 12 de septiembre de 2009 | [ 65 ] |
| Europa         |                   |                         |                |                |                              |                     |                          |        |
| Irlanda        | Top 50 canciones  | 15 de julio de 2008     | 47             | 32             | 1                            | 6                   | 21 de agosto de 2008     | [ 52 ] |
| Reino Unido    | Top 100 canciones | 26 de julio de 2009     | 72             | 46             | 1                            | 4                   | 16 de agosto de 2009     | [ 54 ] |
| Suecia         | Top 60 canciones  | 24 de julio de 2008     | 46             | 8              | 2                            | 8                   | 18 de septiembre de 2008 | [ 5 ]  |
| Oceania        |                   |                         |                |                |                              |                     |                          |        |
| Australia      | Top 50 canciones  | 26 de julio de 2009     | 46             | 46             | 1                            | 1                   | 26 de julio de 2009      | [ 55 ] |
| Nueva Zelanda  | Top 40 canciones  | 18 de agosto de 2008    | 37             | 32             | 1                            | 5                   | 15 de septiembre de 2008 | [ 66 ] |

## Certificaciones
| América del Norte |      |      |                  |       |        |
| Estados Unidos    | RIAA | 2023 | Disco de platino | 1 000 | [ 67 ] |

## Créditos
- Britney Spears — voz, coro
- Christian Karlsson — composición, producción, grabación, teclado, programación, bajo adicional, guitarra
- Pontus Winnberg — composición, producción, grabación, Teclado, programación, bajo adicional, guitarra
- Patrick J. Que Smith — composición, coproducción, grabación
- Ezekiel Lewis — composición, coproducción, grabación
- Henrik Jonback — composición, bajo, guitarra
- Candice Nelson — composición, coro
- Balewa Muhammad — composición
- Jim Carauna — ingeniería
- Niklas Flyckt — mezcla

Fuente: Discogs.